# Linie Chej-che – Tcheng-čchung

Linie Chej-che – Tcheng-čchung na mapě Číny

Linie Chej-che – Tcheng-čchung (čínsky v českém přepisu Chej-che - Tcheng-čchung sien, pchin-jinem Hēihé-Téngchōng xiàn, znaky zjednodušené 黑河-腾冲线, tradiční 黑河-騰沖線) je pomyslná úsečka, která rozděluje Čínu na dva díly o zhruba stejné rozloze, které mají výrazně odlišný charakter. Vede ze severovýchodu od města Chej-che v Chej-lung-ťiangu na jih do okresu Tcheng-čchung v prefektuře Pao-šan v Jün-nanu. Objevil ji čínský zeměpisec Chu Chuan-jung v roce 1935, kdy podle statistik platilo, že západně od čáry leží 57 % z rozlohy Číny, ale žije tam jen 4 % obyvatel, a naopak východně od čáry leží 43 % z rozlohy Číny, ale žije tam 96 % obyvatel. Východ je přitom do značné míry urbanizovaný, zatímco západ zůstává spíš zemědělským venkovem.
Podle statistik v roce 2002 se tento poměr za zhruba sedmdesát let změnil jen velmi málo: na západě žije 6 % obyvatel a na východě 94 % obyvatel. Je možné, že na změně má svůj podíl stěhování Chanů do měst v Tibetské autonomní oblasti a v Sin-ťiangu.